# Bergtjärnen (Nordmarks socken, Värmland)
Bergtjärnen är en sjö i Filipstads kommun i Värmland och ingår i Göta älvs huvudavrinningsområde.